# Kubánská revoluce
Kubánská revoluce (španělsky Revolución cubana) je označení pro svržení diktatury Fulgencia Batisty, který vládl Kubě v letech 1952 až 1958, poté co se chopil moci vojenským státním převratem. Zavedení Batistova režimu vytvořilo různá opoziční a disidentská hnutí. Jedna ze skupin, která se rozhodla čelit režimu ozbrojeným bojem, byla vedena mladým právníkem Fidelem Castrem, členem Strany kubánského lidu – ortodoxní. Castro dne 26. července 1953 se stočlennou skupinou revolucionářů zaútočil na kasárna Moncada. Útok selhal. Polovina revolucionářů při útoku padla, ostatní, včetně Fidela Castra a jeho bratra Raúla, byli zatčeni. Tento den je zpětně považován za začátek revoluce.
Během soudního procesu s revolucionáři se Fidel Castro obhajoval sám a pronesl řeč, která proslula pod názvem Historie mě ospravedlní. Její přepis byl samizdatově šířen po Kubě a využit k revoluční propagandě. Ve vězení revolucionáři formálně utvořili Hnutí 26. července (M-26-7). Castro byl odsouzen k patnácti letům odnětí svobody, nicméně již v květnu 1955 udělil Batista členům hnutí amnestii. Chtěl tím uklidnit rostoucí nepokoje v zemi, které začaly po dalších prezidentských volbách, ve kterých zvítězil bez oponenta. Castro následně odešel do exilu v Mexiku, kde se seznámil s argentinským marxistickým lékařem a revolucionářem Che Guevarou. Společně naplánovali další pokus o revoluci.
V prosinci 1956 se na lodi Granma vylodila skupina 82 revolucionářů v jihovýchodní provincii Oriente (dnes provincie Granma). Krátce poté byla většina z nich zabita ve střetu s kubánskou armádou. Ostatní, včetně všech vůdců, uprchli do nepřístupného pohoří Sierra Maestra. Odtud v dalších letech vedli partyzánskou válkou. Postupně verbovali stále více přívrženců a zaznamenali vítězství v bojích s armádou. Souběžně s působením Hnutí 26. července, které získávalo na popularitě, byla v opozici proti režimu aktivní také Lidová socialistická strana nebo Revoluční direktoriát hnutí 13. března.
V roce 1958 vedli povstalci ofenzívu, kterou zakončili 31. prosince 1958. Fulgencio Batista uprchl ze země a Hnutí 26. července vytvořilo de facto vládu. Krátce poté byl konsolidován Castrův režim. Ačkoliv Castro nebyl v době revoluce komunistou, v realitě studené války a poškození americko-kubánských vztahů znárodňováním podniků se zahraniční účastí, se začal spojovat se Sovětským svazem. Tomu napomáhal i fakt, že jiní vůdci komunisty byli. Che Guevara byl revolučním marxistou a Raúl Castro byl komunistou. Hnutí 26. července přijalo na začátku 60. let ideologii marxismu-leninismu a v roce 1965 se vládnoucí stranou stala Komunistická strana Kuby. Z Kuby v době revoluce a Castrova režimu emigrovalo přes milion lidí.

## Příčiny revoluce
Dějiny kubánské revoluce sahají až do roku 1898, kdy se Kuba po porážce Španělska ve španělsko-americké válce stala formálně nezávislou republikou. V letech 1898–1902 americké ozbrojené síly okupovaly a spravovaly Kubu na základě tvrzení, že existuje potřeba přechodného období, které Kubu připraví na vlastní vládu. Americké jednotky opustily zemi po prvních prezidentských volbách. Následně však USA vojensky intervenovaly na Kubě opět v letech 1906–1909, 1912 a 1917–1922.

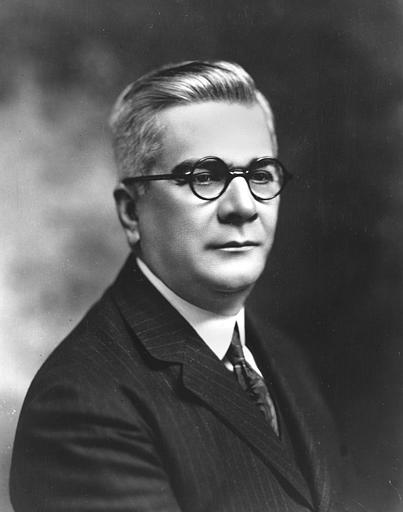
Prezident a diktátor Kuby Gerardo Machado (1925–1933)

V první třetině 20. století se kubánská politika projevovala řadou korupčních skandálů, úplatkářstvím a podporou koncentrace bohatství v úzké skupině obyvatel. Míra korupce vyvrcholila za vlády prezidenta Alfreda Zayase (1921–1925), kdy se dostala do každého úředního aspektu života. Pro Zayasovu vládu byl navíc charakteristický nepotismus. Po něm do prezidentského úřadu nastoupil Gerardo Machado, který založil svou kampaň na „morálním boji s korupcí“. Machadovi se podařilo bojovat s korupcí na lokální úrovni státní správy, ale vyšší patra politiky pokračovaly v předchozí praxi. Po roce 1928 však Machado přešel k diktátorským praktikám a začal se soustředit na odstraňování kritiků a opozice. V roce 1933 se musel vzdát moci po „diplomatické intervenci“ Spojených států. Prozatímním prezidentem se po něm stal Carlos Manuel de Céspedes y Quesada.
Kubánská ekonomika se orientovala na pěstování a zpracování cukrové třtiny. Velký zájem o cukr vedl k velkým ziskům vlastníků plantáží a cukrovarů. Na počátku 20. století byly hlavním odběratelem Spojené státy. Extrémní zisky zaznamenali kubánští vlastníci v období první světové války, která vyhnala tržní ceny cukru do astronomických výšin. Po válce ovšem ceny cukru začaly, kvůli růstu konkurence, rapidně klesat. V roce 1929 na Kubu tvrdě dopadla velká hospodářská krize. Následující období se vyznačovalo mnoha stávkami – odehrávaly se lokální i celostátní stávky za zvýšení mezd, osmihodinovou pracovní dobu a uznání odborových organizací, byly uspořádány kampaně proti zavedení povinné vojenské služby, odehrály se ohromné demonstrace proti chudobě a vysokým životním nákladům atd. Všechny tyto projevy vzpoury vyvolávaly vládní represe proti radikálním skupinám. Ve stávkách se prolínaly pracovní požadavky s demonstracemi proti režimu Machada. Toto vyvrcholilo v červenci a srpnu 1933 dvoutýdenní generální stávkou, kterou organizovaly odbory a levicové strany.

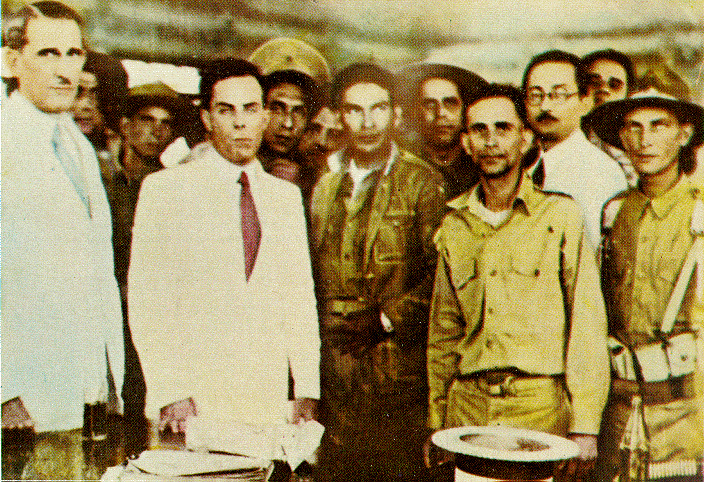
Ramón Grau, Sergio Carbó a seržant Fulgencio Batista, lídři vlády vytvořené státním převratem (1933)

V srpnu 1933 se stal prozatímním prezidentem Carlos Manuel de Céspedes y Quesada. Avšak již na začátku září byl svržen tzv. „vzpourou seržantů“, vedenou Ramónem Grauem a tehdy neznámým seržantem Fulgencio Batistou y Zaldivar. Ramón Grau byl jmenován prezidentem a zahájil svou stodenní vládu, ve které spolupracoval se socialisty i konzervativní armádou. Socialisté v ní prosadili řadu sociálních reforem. Nicméně v lednu 1934 vládu svrhl Fulgencio Batista, který byl od vzpoury velitelem armády. Převrat byl uznán Spojenými státy americkými, které vítaly zásah proti levicové vládě. V letech 1934 až 1940 zemi vládlo několik prezidentů, ovšem skutečnou moc držel Batista, kterého podporovaly USA. V roce 1940 byla přijata nová ústava a Batista kandidoval na prezidenta. Volby vyhrál. 

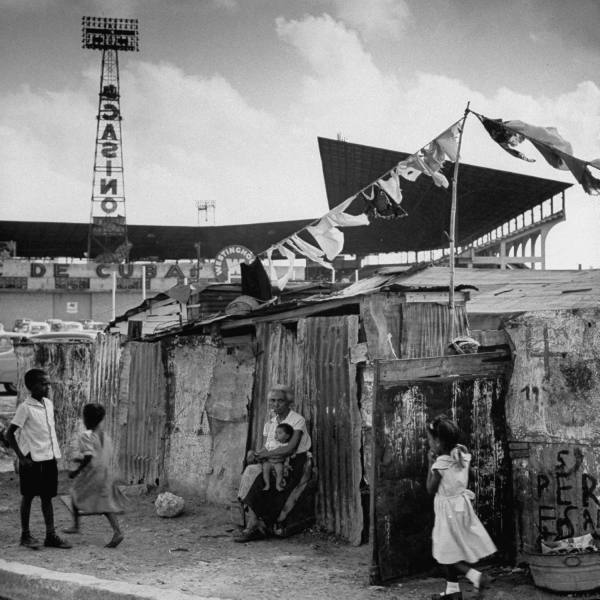
Chudinský slum v Havaně, v pozadí reklama blízkého kasina (1954)

Během Batistovy první vlády došlo k několika sociálním reformám, ale zejména již nastal příliv amerických investorů, Kuba se stala oblíbenou turistickou destinací Američanů a v zemi se etablovala americká mafie, která například ovládala tamní kasina. Batistův režim byl již v této době prorostlý korupcí a sám Batista bohatl na řadě kontraktů. Batista dosloužil v roce 1944 a odjel se značným obnosem do Spojených států amerických. Prezidentem se po něm stal Ramón Grau. V USA se Batista věnoval rodinnému životu (znovu se oženil) a čas dělil mezi pobytem v hotelu Waldorf-Astoria v New Yorku a ve svém sídle v Daytona Beach na Floridě. V roce 1948 byl Batista na Kubě zvolen senátorem in absentia.
Roku 1947 založil senátor Eduardo Chibás Stranu kubánského lidu – ortodoxní. Její hlavní program byla kritika korupce Batistových struktur. Dále se postavila proti imperialismu, a to zejména proti americkému imperialismu. S tím souvisel také požadavek znárodňování podniků se zahraniční účastí, a to z nacionálních postkoloniálních pozic. Na konci čtyřicátých let do strany vstoupil mladý právník Fidel Castro.
Roku 1948 byl prezidentem zvolen Carlos Prío Socarrás. Další volby se měly konat v roce 1952. Mezitím se ale na Kubu vrátil Batista s tím, že se chce znovu stát prezidentem. Průzkumy ovšem ukazovaly, že jeho předešlá sláva vyprchala a příliš šancí mu nedávaly. Rozhodl se proto jednat a tři měsíce před volbami provedl vojenský státní převrat a chopil se moci.

## Kuba během Batistovy diktatury

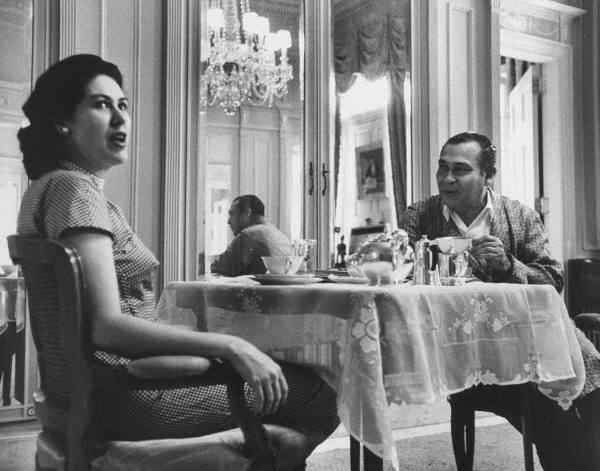
Diktátor Fulgencio Batista a jeho manželka Marta Fernández Miranda (1958)

Dne 10. března 1952 Fulgencio Batista provedl státní převrat, zrušil vypsané volby a ustanovil se prezidentem Kuby. Již 27. března 1952 jeho vládu uznaly Spojené státy americké. Batista následně zavedl diktaturu, která vydržela až do konce roku 1958, kdy byla svržena v kubánské revoluci. Za své vlády vedl zkorumpovanou diktaturu, která zahrnovala úzké vazby na organizovaný zločin a omezování občanských svobod Kubánců. Toto období vedlo k tomu, že se Batista zapojil do „sofistikovanějších korupčních praktik“ jak na administrativní, tak na úrovni občanské společnosti. Batista a jeho administrativa se zabývali hlavně ziskem z loterií a nelegálním hazardem. Korupce v občanské společnosti dále vzkvétala prostřednictvím rostoucí policejní korupce, cenzury tisku i médií a vytvářením protikomunistických kampaní, které potlačovaly opozici násilím, mučením a veřejnými popravami. Korupce se dále rozšířila do ekonomického sektoru kvůli stykům, které navázal se zahraničními investory, a kvůli rozšíření nelegálních kasin a zločineckých organizací v hlavním městě Havaně.
Ačkoli byl Batista během svého prvního funkčního období relativně progresivní, během své diktatury se ukázal být mnohem lhostejnější ke strastem veřejnosti. Zatímco Kubu nadále sužovala vysoká nezaměstnanost a omezená vodní infrastruktura, Batista si znepřátelil obyvatelstvo tím, že navazoval lukrativní vazby na organizovaný zločin a umožňoval americkým společnostem ovládnout kubánskou ekonomiku, zejména plantáže cukrové třtiny a další místní zdroje. Ačkoli USA Batistovu diktaturu vyzbrojovaly a politicky podporovaly, pozdější americký prezident John F. Kennedy uznal její korupci a ospravedlnitelnost jejího odstranění.
Aby potlačil rostoucí nespokojenost obyvatelstva – která se následně projevovala častými studentskými nepokoji a demonstracemi – Batista zavedl přísnější cenzuru médií a zároveň využil svou tajnou policii Úřad pro potlačování komunistické činnosti k provádění rozsáhlého násilí, mučení a veřejných poprav. Tyto vraždy se v roce 1957, kdy se socialistické myšlenky staly vlivnějšími, stupňovaly. Přesná čísla nejsou jasná, odhady počtu obětí připisovaných Batistovi se pohybují od stovek až po 20 000 obětí.
V březnu 1958 USA uvalily zbrojní embargo na Batistův režim, což značilo, že ztratil jejich podporu. Po vítězství Castrovy revoluce v lednu 1959 byly vztahy mezi ním a USA dobré, ovšem jen do představení pozemkové reformy, která měla znárodnit půdu amerických vlastníků kubánských plantáží.

## Průběh revoluce

### Útok na kasárna Moncada (1953)
Jedním z hnutí, které se postavilo proti Batistově diktatuře bylo Národní revoluční hnutí (Movimiento Nacional Revolucionario, MNR) založené profesorem filosofie Rafaelem Garcíou Bárcenou. To se utvořilo zejména v městské střední třídě. V březnu 1953 MNR plánovalo zaútočit na kasárna Columbia. Plán však byl prozrazen a všech čtrnáct konspirátorů bylo zatčeno, mučeno a odsouzeno k doživotním trestům.

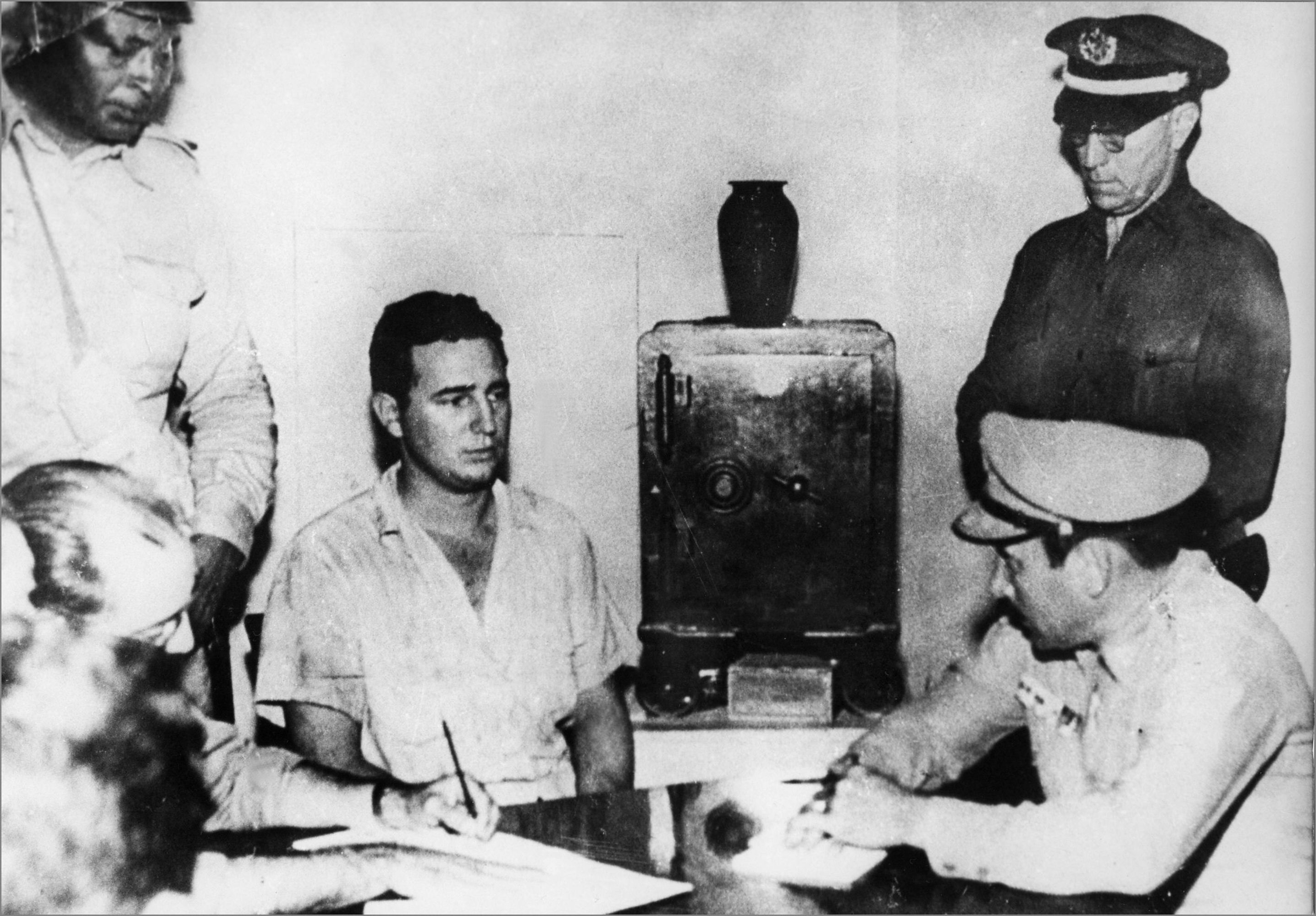
Fidel Castro zatčen po útoku na kasárna Moncada v Santiagu de Cuba (červenec 1953)

Ve stejném duchu se pro přímou akci rozhodli také Fidel Castro a jeho bratr Raúl. Shromáždili kolem 120 příznivců a vyhlédli si kasárna Moncada v Santiagu a další kasárna ve městě Bayamo. Dne 26. července 1953 zaútočili na kasárna Moncada. Nicméně útok se ukázal jako nepřipravený a revolucionáři výrazně podcenili počet vojáků v kasárnách. Polovina útočníků přišla o život, další byli zatčeni. Mezi zatčenými byl také tehdejší Castrův zástupce Abel Santamaría. Ten byl po zatčení mučen a téhož dne popraven. Castro a část zbývajících revolucionářů uprchla do blízkých hor, ale krátce poté byli vojáky také zatčeni.
Následoval sledovaný politický proces s revolucionáři. Fidel Castro se, coby právník, obhajoval sám. Pronesl čtyřhodinovou řeč, kterou zakončil proslulými slovy „Odsuďte mě, na tom nezáleží. Historie mě ospravedlní“. Castrova obhajoba byla založena na nacionalismu, zastoupení prostých Kubánců, jeho vlastenectví a volání po spravedlnosti pro kubánskou komunitu. V říjnu 1953 byl Fidel Castro odsouzen k patnácti letům odnětí svobody do věznice Presidio Modelo (věznice postavena jako modelový panoptikon) na ostrově Borovic. Raúl Castro byl odsouzen k třinácti letům odnětí svobody. Nicméně 15. května 1955 pod velkým politickým tlakem Batistova vláda propustila všechny politické vězně na Kubě, včetně útočníků z Moncady. Během svého uvěznění formálně založili Hnutí 26. července. Castrovi byl vysloven zákaz vystupování na veřejnosti, a proto 7. července odletěl z Kuby do Mexika, kde se pustil do organizování guerillové revoluce.

### Studenstká a další protestní hnutí

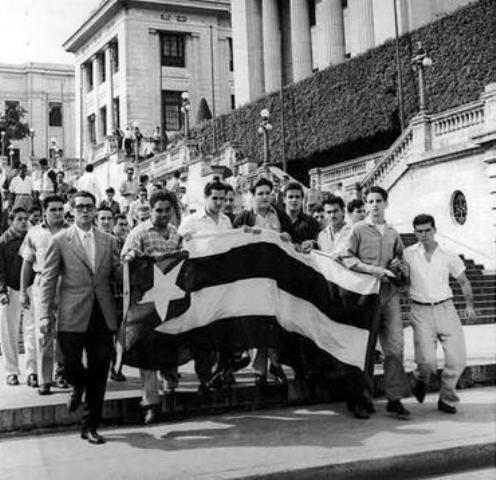
Studentský protest proti režimu Batisty v Havaně (1956)

Koncem roku 1955 rostly také studentské nepokoje a demonstrace. Jedním z důvodů byla vysoká nezaměstnanost, protože noví absolventi si nemohli najít práci. Tyto protesty byly režimem řešeny rostoucími represemi. Všichni mladí lidé byli vnímáni jako potenciální revolucionáři. Kvůli pokračujícímu odporu vůči kubánské vládě a velké protestní aktivitě odehrávající se na jejím kampusu byla 30. listopadu 1956 dočasně uzavřena Havanská univerzita (znovuotevřela se až v roce 1959 za první revoluční vlády).
Dne 29. dubna 1956 partyzánská skupina Auténtico, vedená Reynoldem Garcíou, přepadla, inspirována Castrem, kasárna Domingo Goicuría v provincii Matanzas. Celkem zemřelo patnáct povstalců, z nichž pět bylo zabito během bitvy a zbývajících deset bylo zajato a popraveno.
Později, v březnu 1957, studentská odbojová organizace Revoluční direktoriát hnutí 13. března vpadla do prezidentského paláce s úmyslem spáchat atentát na Batistu. Pokus o státní převrat nevyšel a studentský lídr José Antonio Echeverría byl během něj zabit. Někteří přeživší uprchli do pohoří Escambray. V dubnu 1957 národní policie přepadla byt na adrese Humboldtova 7 a na místě zastřelila čtyři účastníky útoku na prezidentský palác.

### Příprava revoluce Hnutí 26. července

Vlajka Hnutí 26. července

Raúl Castro se v Mexiku spojil se svým starým známým Antoniem Lópezem, ten mu představil argentinského lékaře, který pracoval v tamní nemocnici. Byl jím Ernesto „Che“ Guevara. Všechny tři pojil revoluční duch propojený marxismem či komunismem. Raúl se později zaručil za Guevaru a představil ho Fidelovi. Tito čtyři utvořili jádro budoucí revoluce. Che Guevara byl v Mexiku v exilu, poté co v Guatemale vstoupil do partyzánského hnutí odhodlaného bojovat za prezidenta Árbenze, který byl svržen ve státním převratu podporovaném Spojenými státy a CIA.
Fidel Castro si uvědomoval, že na revoluci nejdříve musí sehnat finanční prostředky. Proto se v říjnu 1956 vydal, inspirován obdobnou cestou Josého Martího v době války za nezávislost, do New Jersey a do Miami, aby získal příspěvky od kubánských emigrantů. Castro za vybrané prostředky nechal přes prostředníka zakoupit jachtu Granma. Původně byla postavena během druhé světové války pro armádu společností Wheeler Shipbuilding of Brooklyn. Po válce byla přestavěna na civilní jachtu pro dvanáct osob.

### Vylodění na Kubě (prosinec 1956)

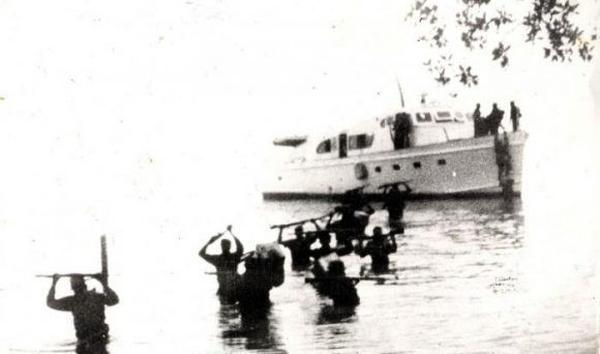
Vylodění na Kubě (zdroj neznámý)

Dne 25. listopadu 1956 vyplula Granma z mexického Tuxpanu. Na její palubě bylo 82 revolucionářů. Kvůli přetížení byla plavba delší, než se plánovalo. Ke kubánským břehům dopluli až 2. prosince. K vylodění došlo u města Niquero (konkrétně na Playa Las Coloradas).
Po vylodění se vydali směrem k pohoří Sierra Maestra. Po třech dnech cesty se střetli s armádou a více než polovina partyzánů byla zabita. Všichni vůdci – Fidel Castro, Raúl Castro, Che Guevara a Camilo Cienfuegos uprchli do nepřístupné oblasti pohoří, kde postupně přeskupili síly. Mezi revolucionáři bylo i několik žen, například Celia Sánchez a Haydée Santamaría. Partyzánům se v pohoří dařilo přežívat díky podpoře některých vesničanů. V lednu 1957 partyzáni zaútočili na lokální kasárna La Plata. Šlo o malou přestřelku, nicméně pro partyzány to bylo první vítězství na jejich tažení.
V době vylodění byl v Santiagu zatčen Frank País, který byl obviněn z vytvoření konspirační sítě s cílem vyvolat ve městě povstání, které by ulehčilo Castrovu revoluci. Později byl on i jeho bratr zastřeleni policií. V reakci na smrt Paíse vyhlásili dělníci ze Santiaga spontánní generální stávku. Tato stávka byla do té doby největší lidovou demonstrací ve městě. Mobilizace 30. července 1957 je považována za jedno z nejrozhodujících dat jak v kubánské revoluci, tak v pádu Batistovy diktatury. Tento den byl na Kubě ustanoven jako Den mučedníků revoluce.

### Partyzánská válka (1957–1958)

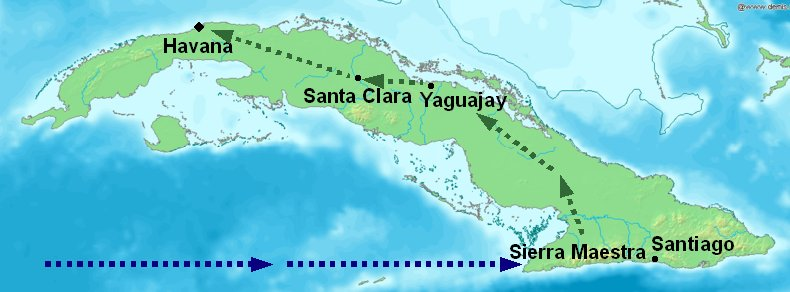
Mapa postupu revoluce od konce roku 1956 až do prosince 1958

Dne 6. září 1957 jednotky kubánského námořnictva na námořní základně Cienfuegos povstaly proti Batistovu režimu. V čele s nižšími důstojníky sympatizujícími s Hnutím 26. července se toto povstání původně mělo shodovat s obsazením válečných lodí v havanském přístavu. 150 příslušníků námořnictva, kteří v té době spali na základně, se připojilo k přibližně padesáti původním spiklencům, zatímco osmnáct důstojníků bylo zatčeno. Asi dvě stě členů Hnutí 26. července a dalších stoupenců rebelů poté vstoupilo z města do základny a dostalo zbraně. Cienfuegos byl v rukou rebelů několik hodin. Krátce poté k základně dorazila kubánská armáda a vypukl boj, ve kterém povstalci prohráli. Bylo popraveno přibližně 70 vzbouřenců a stoupenců rebelů.
Kubánská armáda na potlačení povstání využila zapůjčené americké bombardéry a tanky. Podle americko-kubánské dohody o zbrojení však měly být využity jen pro obranu, což zvýšilo napětí mezi oběma vládami. Spojené státy dodávaly Kubě letadla, lodě, tanky a další technologie, jako například napalm, který byl použit proti revolucionářům. Toto zásobování nakonec skončilo kvůli pozdějšímu zbrojnímu embargu v dubnu 1958. Na druhé straně partyzáni byli zásobováni Jugoslávií pod vedením Josipa Broze Tita. Nejpozději v listopadu 1957 USA poskytly Castrovi 50 tisíc dolarů, a to z důvodu, aby si zajistily jeho přízeň v případě, že by byla revoluce úspěšná.

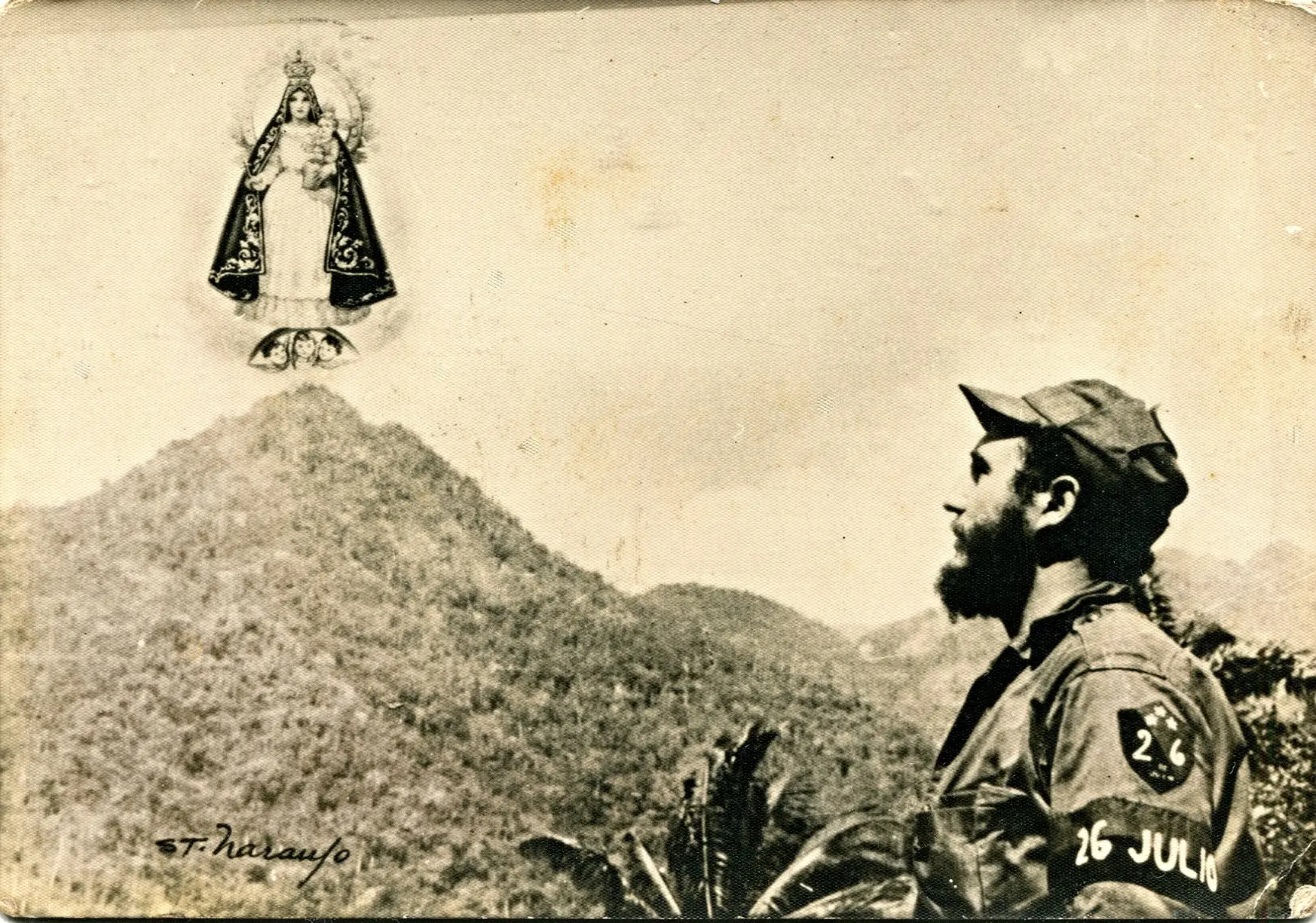
Propagační pohlednice Fidela Castra s vyobrazením Panny Marie v pohoří Sierra Maestra

Partyzáni v pohoří Escambray, nyní zformováni jako Druhá národní fronta v Escambray pod velením Eloye Gutiérreze Menoya a zběha z americké armády Williama Alexandera Morgana, udržovali druhou frontu a znemožnili Batistovy přesunout všechna vojska do Sierry Maestra.
V únoru 1958 revolucionáři začali vysílat pirátské Radio Rebelde, které využívali k revoluční propagandě. Vysílání se aktivně věnoval Che Guevara. Batistův režim tvrdil, že Fidel Castro byl zabit krátce po vylodění, aby utlumil podporu revolucionářům. Nicméně Castrovi se podařilo spojit s americkým novinářem Herbertem Matthewsem píšícím pro The New York Times. Ten poté o Castrovi a jeho hnutí napsal zprávu, která vyšla na titulní straně novin a přinesla Castrovi mediální propagaci.
Během této doby zůstávaly Castrovy síly poměrně malé, někdy méně než 200 mužů, zatímco kubánské vojenské a policejní síly čítaly kolem 37 000 mužů. Přesto byla kubánská armáda téměř pokaždé, když bojovala proti revolucionářům, nucena ustoupit. Zbrojní embargo uvalené Spojenými státy bylo významným faktorem přispívajícím k oslabení Batistových sil.

### Finální ofenzíva (1958–1959)

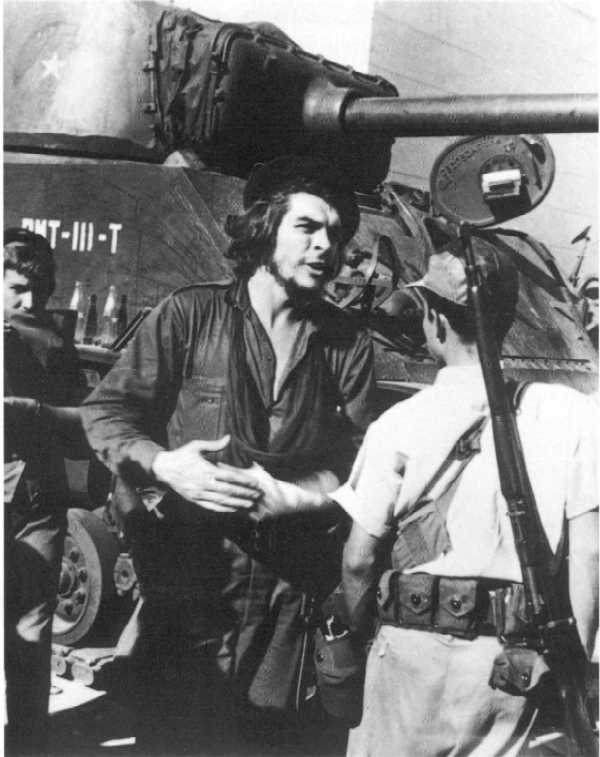
Che Guevara po bitvě u Santa Clary (1. ledna 1959)

V červnu 1958 Batista spustil operaci Verano, tj. vojenskou ofenzívu v pohoří Sierra Maestra. Do pohoří vstoupilo 10 tisíc vojáků, z nichž však polovinu tvořili noví a málo trénovaní rekruti. Při střetech s partyzány (v omezených přepadech) armáda opakovaně prohrávala. V červenci 1958 generál Eulogio Cantillo zahájil útok na Castrovo útočiště v La Plata. Armáda překvapivě prohrála, což znamenalo zásadní obrat v revoluci. Nicméně například v bitvě u Las Mercedes, která se odehrála na konci července zase zvítězila armáda. Operace Verano skončila v podstatě patem, což ale znamenalo, že armáda nedokáže revolucionáře potlačit.
Když povstalecká armáda odrazila definitivně ofenzívu vládních vojsk a fronty se stabilizovaly, obdržel Che Guevara rozkaz k přesunu svých jednotek do střední provincie Las Villas. Hlavním úkolem partyzánů v této oblasti bylo systematicky narušovat dopravu a spoje mezi východem a západem ostrova. Che Guevara, který byl určen jako velitel pochodu, byl současně pověřen, aby se spojil se všemi politickými ozbrojenými skupinami, operujícími v Las Villas. 600 km dlouhý „velký pochod“ začal 31. srpna 1958 a trval do 16. října téhož roku. Od září docházelo k narůstání dezercí kubánských vojáků a k jejich přechodům k povstalcům. Během listopadu a prosince přerušila povstalecká vojska všechny cesty a spoje v Las Villas.
V listopadu 1958 se konaly prezidentské volby, ve kterých zvítězil Andrés Rivero Agüero. Do úřadu měl nastoupit na začátku roku 1959, k čemuž již nedošlo. Šlo o poslední kubánské volby. V téže době revolucionáři porazili armádu v bitvě u Guisa. V prosinci následovala koordinovaná ofenzíva revolucionářů. Castro vedl ofenzívu v provincii Oriente, zatímco Che Guevara, Jaime Vega a Camilo Cienfuegos táhli na sever k Havaně. Údery povstaleckého vojska v horách i odpor ve městech ochromily moc vlády natolik, že se koncem prosince 1958 zhroutila. Na konci prosince 1958 oddíly Che Guevary a Cienfuegose dobyly město Santa Clara. V reakci Fulgencio Batista dne 1. ledna 1959 odletěl ze země do exilu v Dominikánské republice. Po útěku Batisty se moci chopil generál Eulogio Cantillo, který jmenoval prezidentem ústavního soudce Carlose Piedru.

### Vítězství revoluce (1959)

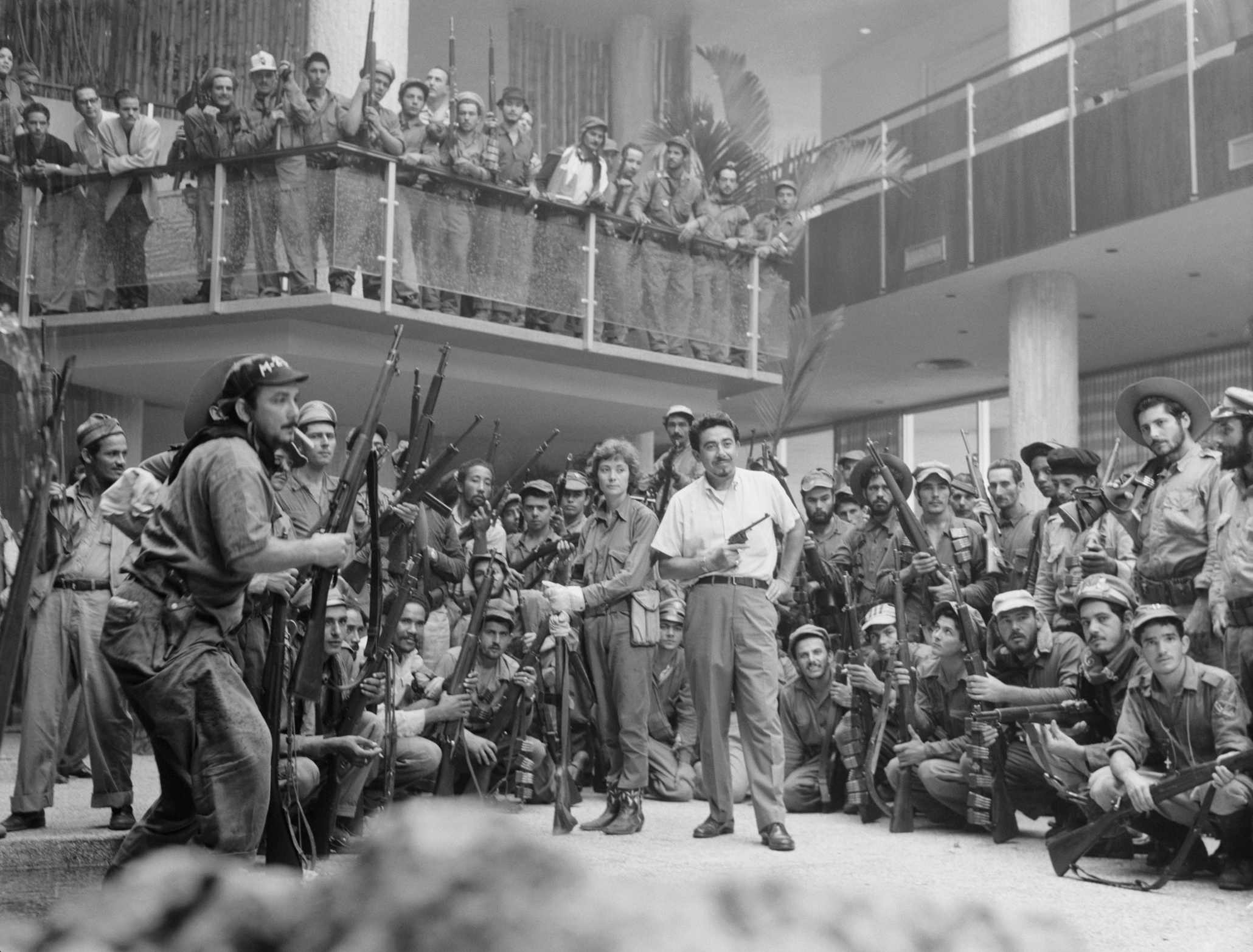
Vítězní revolucionáři v havanském hotelu Hilton (leden 1959)

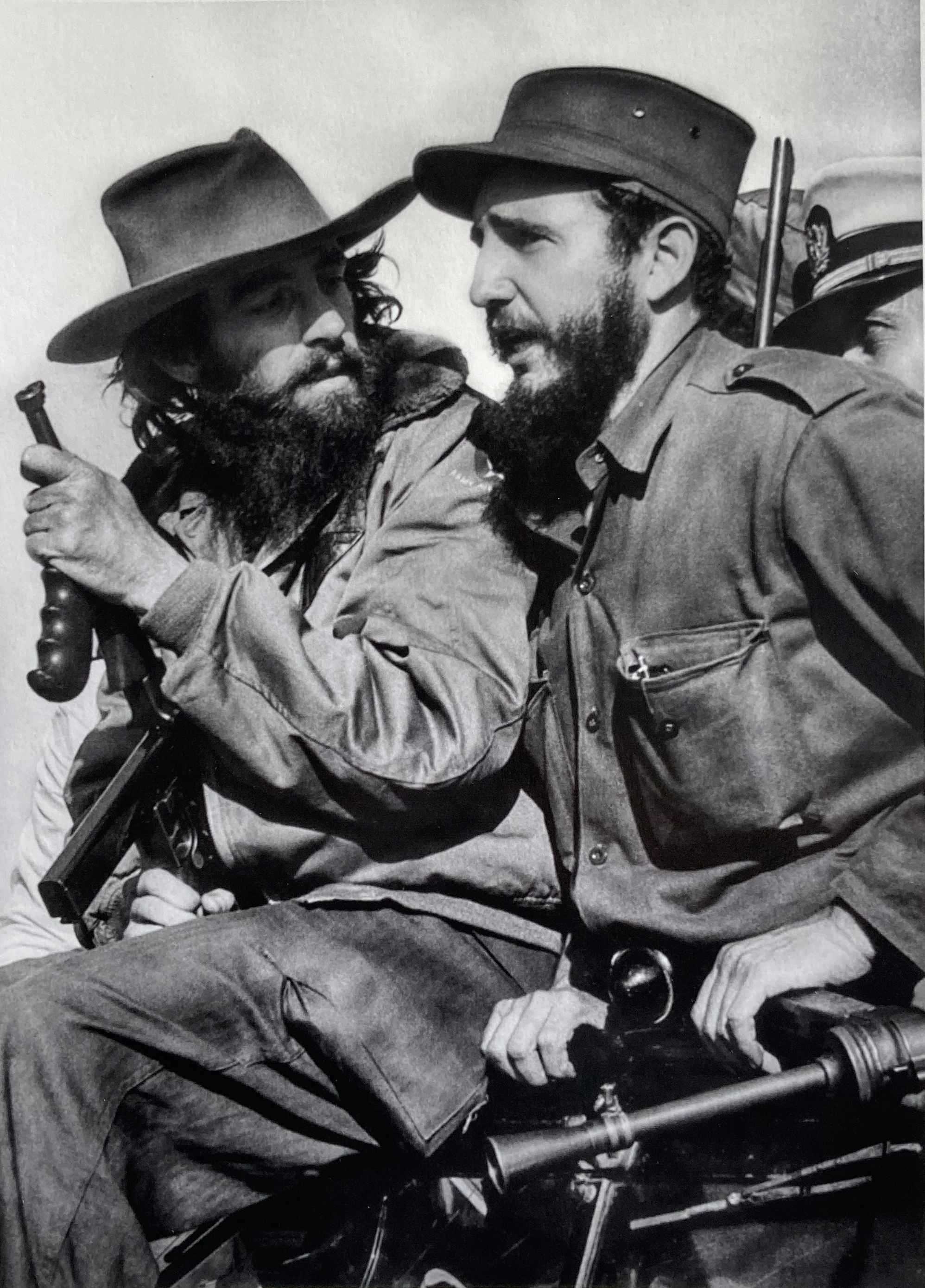
Fidel Castro a Camilo Cienfuegos vstupují do Havany po vítězství revoluce (8. ledna 1959)

Jakmile se Fidel Castro dozvěděl, že Batista uprchl ze země, zahájil útok na Santiago de Cuba. Dne 2. ledna se armáda ve městě bez boje vzdala a Castro převzal vedení města. Téhož dne oddíly Guevary a Cienfuegose vjely do Havany. Castro se okamžitě vydal na vítěznou cestu za nimi. Novým prezidentem byl jmenován právník Manuel Urrutia Lleó, který se vrátil z exilu ve Venezuele.
Po vítězství kubánské revoluce 1. ledna 1959 byly desítky stoupenců Fulgencia Batisty a příslušníků ozbrojených sil a policie zatčeny a obviněny z válečných zločinů a dalšího zneužívání. 11. ledna odsoudil revoluční soud v Santiagu de Cuba po čtyřhodinovém zkráceném procesu čtyři osoby k trestu smrti. Soudu předsedal Raúl Castro, který velel provincii Oriente. Revolucionáři ze Santiaga odsoudili k trestu smrti dalších 68 mužů. Raúl Castro prohlásil, že „pokud je jeden vinen, jsou vinni také všichni“. Muži byli zastřeleni při hromadné popravě na kopci San Juan 12. ledna 1959.
8. ledna přijel do Havany tehdy 33letý vůdce partyzánů Fidel Castro. Bylo to v době, kdy ještě sdělovací prostředky USA povstání na Kubě hodnotily velmi pozitivně. V první vládě, která vznikla 5. ledna 1959, Fidel Castro nebyl. Předseda vlády, opoziční právník José Miró Cardona, do vlády jmenoval především členy umírněného Hnutí 26. července. Do pěti dnů po svém ustavení byla první kubánská vláda uznána nejen všemi zeměmi Latinské Ameriky, ale i USA, SRN, Velkou Británií, Španělskem a dalšími zeměmi. Jakmile se Urrutia dostal k moci, rychle zahájil program uzavírání všech nevěstinců, hazardních heren a národní loterie s argumentem, že tyto subjekty již dlouho mají na stát škodlivý vliv.
Poměrně krátce po vítězství revoluce došlo k dalšímu uvězňování kontrarevolucionářů, respektive příznivců Batistova režimu. Internováno bylo postupně asi 75 tisíc osob. Asi čtvrt milionu lidí, zejména inteligence a duchovní, opustilo v první emigrační vlně ostrov. 
V nové vládě brzy vznikly neshody ohledně snižování platů, které bylo na Castrovu žádost uvaleno na všechny veřejné činitele. Sporné škrty zahrnovaly snížení prezidentského platu ve výši 100 tisíc dolarů ročně, který Urrutia zdědil po Batistovi. Politický vývoj na Kubě rychle akceleroval po vstupu Fidela Castra, který byl od revoluce velitelem armády, do vlády (v únoru 1959 se stal premiérem) a po změně dalších členů vlády. V dubnu 1959 Castro odložil plánovaný termín voleb s odůvodněním, že nejdříve musí být dokončena revoluce. Urrutia začal mít konflikty s kubánskými komunisty, kteří získávali stále větší vliv. V této době se k nim však Castro stále nehlásil. Urrutia byl komunisty obviněn, že si koupil luxusní vilu a tím zradil ideál revoluce. Castro však následně rezignoval na svou funkci velitele ozbrojených sil a za důvod označil kontroverze kolem prezidenta, což vyvolalo demonstrace a následnou rezignaci Urrutia.
Jelikož Hnutí 26. července nebylo komunistické, ale sjednocovalo různé ideové proudy proti Batistovi, někteří členové nesouhlasili s vývojem, který dával stále větší prostor komunistům. Poté, co se stal Fidel Castro premiérem, dosadil do své vlády svého bratra Raúla a Che Guevaru, kteří oba platili za komunisty, respektive socialisty. Proti směřování revoluce se hlasitě ozývali důležité osobnosti revoluce Huber Matos, který s Fidelem Castrem vítězně vjel do Santiaga, a Camilo Cienfuegos, který platil za „osvoboditele Havany“. Matos dokonce veřejně rezignoval na své revoluční funkce. Castro v říjnu 1959 vyslal Cienfuegose, aby zatkl Matose. Ten byl poté v politickém procesu odsouzen k dvaceti letům vězení. Cienfuegos byl na konci října 1959 povolán do Havany z města Camagüey. Cienfuegos nastoupil do letadla Cessna 310 a za nevyjasněných okolností zmizel nad Karibským mořem.
Do čela Kuby nastoupil radikální prezident Osvaldo Dorticós Torrado, ale ani na tuto politickou změnu USA nijak nereagovaly. Do čela vlády byl postaven Fidel Castro, který se 4. září 1959 sešel s velvyslancem USA P. W. Bonsalem. Oznámil mu, že kromě pozemkové reformy, při níž měly USA přijít o 47 % kubánské půdy, kterou vlastní, bude postupně docházet k dalšímu znárodňování.

## Komunistická Kuba (od roku 1960)

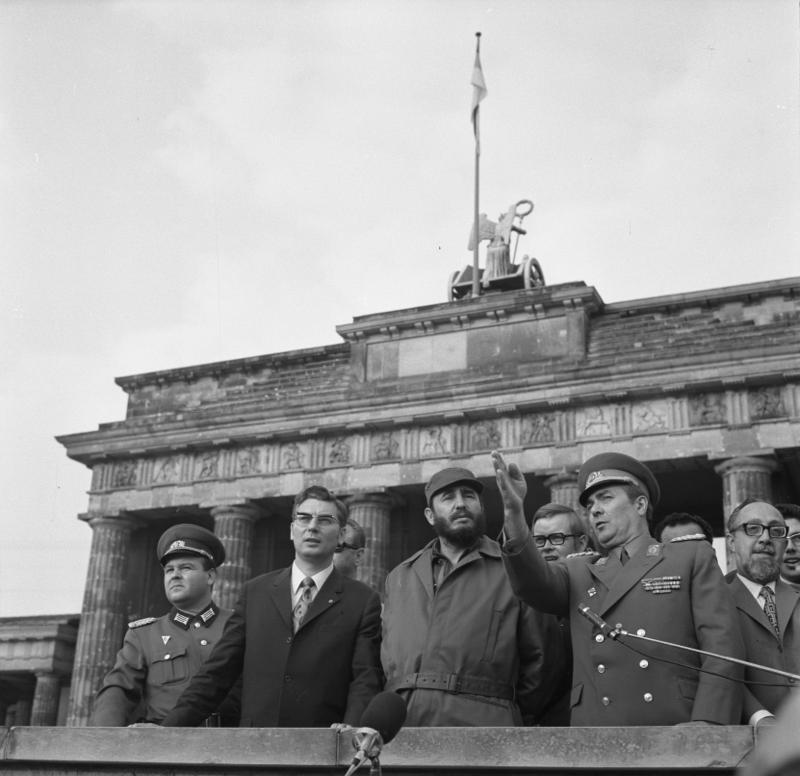
Castro a členové východoněmeckého politbyra v Berlíně (červen 1972)

V dubnu 1959 Fidel Castro odletěl na státní a obchodní návštěvu Spojených států amerických. Ta se odehrála již v době prvního znárodňování amerických podniků, což Spojené státy, které v lednu 1959 uznaly Castrovu vládu, pochopitelně znepokojovalo. Castro ve veřejném projevu odmítl, že by jeho revoluce byla komunistická. Vedle toho usiloval o setkání s prezidentem Eisenhowerem, který ale odmítl. S Castrem místo něj jednal viceprezident Richard Nixon. Ten po setkání o Castrovi napsal: „Buď je neuvěřitelně naivní, co se týče komunismu, nebo je pod komunistickou indoktrinací – odhaduji, že to první.“ Diplomatický dojem se napravit nepodařilo.
Od toho okamžiku probíhaly politické události na Kubě nebývalým tempem. V poměrně krátké době následovalo další rychlé znárodnění amerických společností Cuban Telephone Company a Cuban Electronic Company. Již 21. listopadu byl vydán zákon, podle něhož zahraniční těžařské společnosti musely odvádět státu 60 % svých příjmů. Jako odvetné ekonomické opatření americko-britská rafinérská společnost odmítla zpracovávat ropu dováženou na Kubu ze SSSR. USA následně výrazně snížily vývozní kvóty kubánského cukru. Kuba odpověděla znárodněním kubánského cukrovarnictví a v srpnu téhož roku znárodnila kubánská vláda zbývajících 26 severoamerických společností.
Castro slíbil chudým Kubáncům rozvoj a práci, ale odříznutí Spojených států prohloubilo ekonomickou krizi. Castro se proto rychle přeorientoval na Sovětský svaz. V únoru 1960 poprvé vstoupil na ostrov zástupce SSSR (Anastáz Ivanovič Mikojan), aby podepsal obchodní smlouvu mezi oběma zeměmi. V květnu 1960 navázala Kuba se Sovětským svazem oficiální diplomatické styky a začalo období masivní ekonomické a vojenské pomoci SSSR a zemí sovětského bloku.
Čtyři měsíce nato bylo ze strany USA zahájeno obchodní embargo, které trvá až do dnešních dnů. V dubnu 1961 oznámil Castro změnu politického kurzu k socialismu a veřejně se k němu přihlásil při prvomájovém projevu.
Američané se prostřednictvím CIA opakovaně snažili odstranit Castra a destabilizovat jeho režim (viz operace 40, operace Petr Pan, invaze v zátoce Sviní, operace Mongoose). Původní plán Eisenhowera a CIA byl vycvičit a vyzbrojit proticastrovské kubánské exulanty (viz brigáda 2506), k čemuž došlo v Guatemale. Vedle toho CIA výzbrojí podpořila povstání v Escambray. Brigáda 2506 se měla vylodit u města Trinidad, spojit se s povstalci v Escambray a požádat o intervenci USA, které by poté zakročily. Nicméně do spuštění akce v amerických volbách zvítězil John F. Kennedy, který se s plánem Eisenhowerovy administrativy neztotožňoval. Invazi sice nakonec schválil, ale změnil místo vylodění na odlehlejší zátoku Sviní a poskytl jen jednotky bombardérů, které se maskovaly coby kubánské letouny. Invaze selhala.
V říjnu 1962, v období tzv. karibské krize, kterou vyvolalo rozmístění amerických raket v Turecku a následný pokus o umístění sovětských raket na území Kuby, došlo k dalšímu zostření napjatých vztahů mezi Kubou a USA. 2. října 1965 byla založena Komunistická strana Kuby, v jejímž čele stál jako prezident, předseda vlády a vrchní velitel armády Fidel Castro Ruz až do 19. února 2008. Poté odstoupil kvůli zhoršenému zdravotnímu stavu a vedení země převzal svému bratrovi Raúlovi. Éra Castrů definitivně skončila v dubnu roku 2018, kdy se do čela země postavil někdejší první viceprezident země Miguel Díaz-Canel, který však plánuje v zemi nadále udržet odkaz revoluce.